# Daniel Šmejkal
Daniel Šmejkal, né le 28 août 1970 à Plzeň (Tchécoslovaquie), est un entraîneur et ancien footballeur international tchèque, évoluant au poste de milieu de terrain.
Šmejkal marque trois buts lors de ses dix sélections avec l'équipe de Tchéquie entre 1994 et 1995.

## Carrière de joueur
- 1988-1989 :  Škoda Plzeň
- 1989-1990 :  Dukla Prague
- 1991-1994 :  Viktoria Plzeň
- 1994-1997 :  Slavia Prague
- 1997-1998 :  FC Nuremberg
- 1998-1999 :  KFC Uerdingen
- 1999-2003 :  Marila Příbram

## Palmarès

### En équipe nationale
- 10 sélections et 3 buts avec l'équipe de Tchéquie entre 1994 et 1995.

### Avec le Slavia Prague
- Vainqueur du Championnat de Tchéquie en 1996